# رينات يانسن
رينات يانسن (بالهولندية: Renate Jansen)‏ (7 ديسمبر 1990 بهولندا في مملكة هولندا - ) هي لاعبة كرة قدم هولندية في مركز الهجوم. شاركت مع منتخب هولندا لكرة القدم للسيدات. أما مع النوادي، فقد لعبت مع FC Twente (women) ‏ وADO Den Haag (women) ‏.

## وصلات خارجية
- رينات يانسن على موقع الاتحاد الدولي (مؤرشف)  (الإنجليزية)
- رينات يانسن على موقع الاتحاد الأوربي (الإنجليزية)
- رينات يانسن على موقع قاعدة بيانات كرة القدم.إي يو (الإنجليزية)
- رينات يانسن على موقع Soccerway.com (الإنجليزية)
- رينات يانسن على موقع عالم كرة القدم.نت (الإنجليزية)
- رينات يانسن على موقع اللجنة الأولمبية الدولية (الإنجليزية)
- رينات يانسن على موقع أوليمبيديا (الإنجليزية)
- رينات يانسن على موقع تيم أن.أل (الهولندية)